# Lotte Smiseth Sejersted
Lotte Smiseth Sejersted, född den 5 mars 1991 i Bærum, är en norsk tidigare alpin skidåkare. Hon tävlade främst i störtlopp och i super-G.
Hon debuterade i världscupen i oktober 2009. Hon har deltagit i alla juniorvärldsmästerskapen mellan 2007 och 2011; 2009 vann hon silver i störtlopp, 2010 tog hon brons i störtlopp och blev tvåa i alpin kombination och 2011 tog hon guld i störtlopp. 
Hon har deltagit i världsmästerskapen 2011 och 2013 samt i olympiska spelen i Sotji 2014. I OS kom hon på en hedrande sjätte plats i störtlopp.
Hennes bror Adrian Smiseth Sejersted är också alpin skidåkare.